# HD 189733
HD 189733是一顆位於狐狸座的聯星系統，其主星為一顆黃矮星，距離地球63光年，現已證實擁有最少一顆日外行星。這顆恆星的視星等與HD 209458相近，與它同樣是研究日外行星凌日的好材料。要觀測這顆恆星，可使用雙筒望遠鏡，沿著啞鈴星雲（M27）以東0.3度位置尋找。
這顆恆星的已知行星，編號HD 189733 b，比木星體積大15%，繞日公轉週期為2天。人們研究行星的光譜，於2007年發現行星擁有充足的水蒸氣，成為第二個有充足證據存在水的日外行星。
至2007年7月12日，倫敦《金融時報》報導，人們從該行星的大氣層中找到水蒸氣的化學成份。雖然行星表面溫度達攝氏1,000度，不適合生物居住，但這項發現表明了作為孕育生命的水，可於日後在類似地球的日外行星上找到。
至2008年3月，天文學家又利用哈勃太空望遠鏡，在這顆行星上發現了甲烷。 （页面存档备份，存于） （页面存档备份，存于） （页面存档备份，存于）

## 伴星
這顆恆星的伴星為一顆M型紅矮星，距主星216天文單位，其公轉週期為3,200年。

## 外部連結
- 外太空行星 專家證實有水份 （页面存档备份，存于）
- 'Clear signs of water' on Distant Planet （英文）
- A stellar companion in the HD 189733 system with a known transiting extrasolar planet （页面存档备份，存于） （英文）